# Frontenac Gris
Frontenac Gris ist eine Weißweinsorte. Obwohl die Haut der Beeren rötlich bis rot gefärbt ist, wird sie ähnlich wie der Grauburgunder den weißen Sorten zugeordnet. Frontenac entstand aus einer spontanen Mutation der Rebsorte Frontenac und wurde erstmals im Jahr 1992 beobachtet. Die Ursprungssorte Frontenac wurde im Jahr 1989 von Peter Hemstad, Jim Luby und P.R. Pierquet  aus den Rebsorten Vitis riparia Klon 89 x Landot 4511  gekreuzt. Hemstad, Pierquet und Luby sind Mitarbeiter der University of Minnesota, an der früher Elmer Swenson wirkte. Seit dem Jahr 2003 ist die Sorte für den gewerblichen Anbau freigegeben.
Die Rebzüchter wählten mit dem Klon 89 der amerikanischen Rebsorte Vitis riparia eine sehr frostharte Sorte aus, die sie mit der französischen Hybridrebe Landot 4511 (auch Landot Noir genannt) kreuzten. Während der Erprobungsphase trug die Neuzüchtung die Zuchtstammnummer MN 1187.
Frontenac Gris gehört mit den Rebsorten Marquette, Frontenac und La Crescent zu mittlerweile vier Sorten der University of Minnesota, die im kalten Weinbauklima des US-amerikanischen Nordostens und Kanadas eingesetzt werden. Frontenac Gris wurde zum Patent angemeldet.
Anpflanzungen sind in den amerikanischen Bundesstaaten New York (Weinbau in New York), Connecticut (Weinbau in Connecticut), Montana (Weinbau in Montana), South Dakota (Weinbau in South Dakota), Vermont (Weinbau in Vermont) und Minnesota (Weinbau in Minnesota) bekannt. In Kanada findet man die Sorte bei Quebec. Selbst in kalten Weinbauklimata entwickelt die Sorte hohe Mostgewichte von bis zu 25  Grad Brix, was in etwa 100 Grad Oechsle entspricht. In warmen Jahren erhöht sich dieser Wert auf bis zu 28 Grad Brix. Die alkoholreichen Weine sind säurereich und eignen sich daher zur Erzeugung restsüßer Weißweine.
Die Mitarbeiter der Universität waren auf der Suche nach frühreifenden und winterharten Sorten, die für den Norden der Vereinigten Staaten geeignet sind. Frontenac Gris ist bis mindestens −35 Grad Fahrenheit (−34 Grad Celsius) winterhart. Da die Wurzeln weniger winterhart sind, sollte die Sorte durch eine ausreichend hohe Schneeauflage auf dem Boden geschützt werden.
Siehe auch die Artikel Weinbau in Kanada und Weinbau in den Vereinigten Staaten sowie die Liste von Rebsorten.